# アドルフ・ヘルツェル
アドルフ・ヘルツェル（Adolf Richard Hölzel,1853年5月13日 - 1934年10月17日）はドイツの画家である。

## 略歴
現在のチェコ共和国領のオロモウツに生まれた。父親は出版業者で、ヘルツェルは1868年までゴータの地図出版社で3年間働いた。家族とウィーンに移り、ウィーン美術アカデミーに入学した。1年の後の1876年にミュンヘン美術院に移り、ヴィルヘルム・フォン・ディーツに学んだ。
美術院を卒業後、結婚し、ミュンヘンとローテンブルク・オプ・デア・タウバーの両方に住居を持った。ミュンヘンではフリッツ・フォン・ウーデと親しくなり、ウーデと「印象派」のスタイルで作品を描いた。ウーデ、ルートヴィヒ・ディル、アルチュール・ラングハマーといった画家とダッハウの近くの村に美術学校((Dachauer Malschule)を作った。この学校の設立がもとになって、ダッハウに多くの芸術家が集まるようになり、「ダッハウ芸術家村」(Künstlerkolonie Dachau)が形成されることになった。1888年から1905年までヘルツェルはダッハウに住み、その間、彼による美術教育はヨーロッパ各国から多くの生徒を集めた。1904年にドイツ画家協会（Deutscher Künstlerbund）の第1回展覧会に参加した。
1905年にレオポルト・フォン・カルクロイトの後任としてシュツットガルトの美術学校の校長に任じられた。美術学校の教授たちとの意見の違いから1919年に退職した。その後は個人教授や作品制作をして過ごした。
具象絵画からゲーテの「色彩論」、物理学者のベツォルト(Wilhelm von Bezold)の色彩理論を研究し自らの色彩理論を作り上げた。具象絵画から出発して1910年代には抽象絵画に移っていった。

## 作品

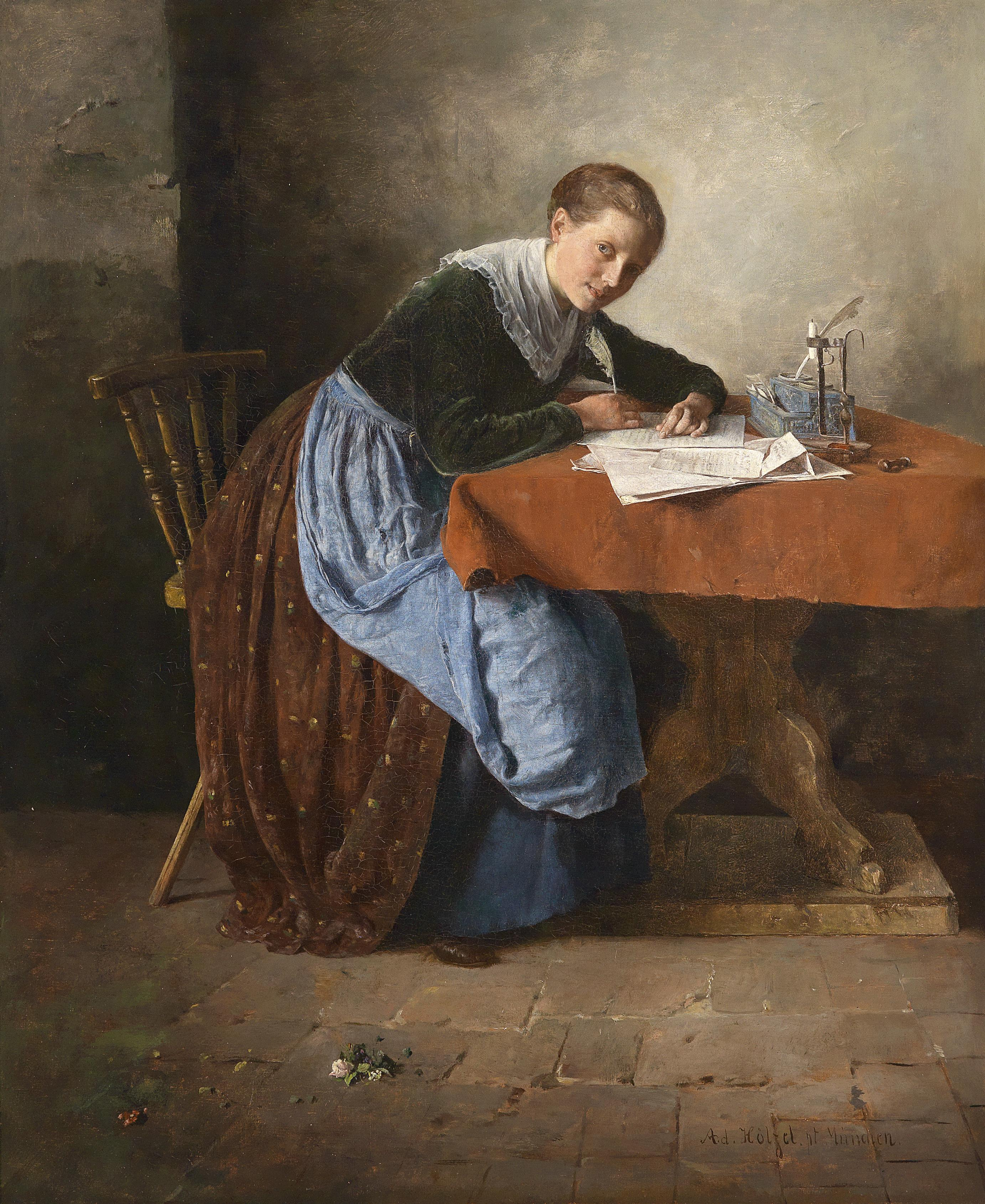
「手紙」 (初期の作品)
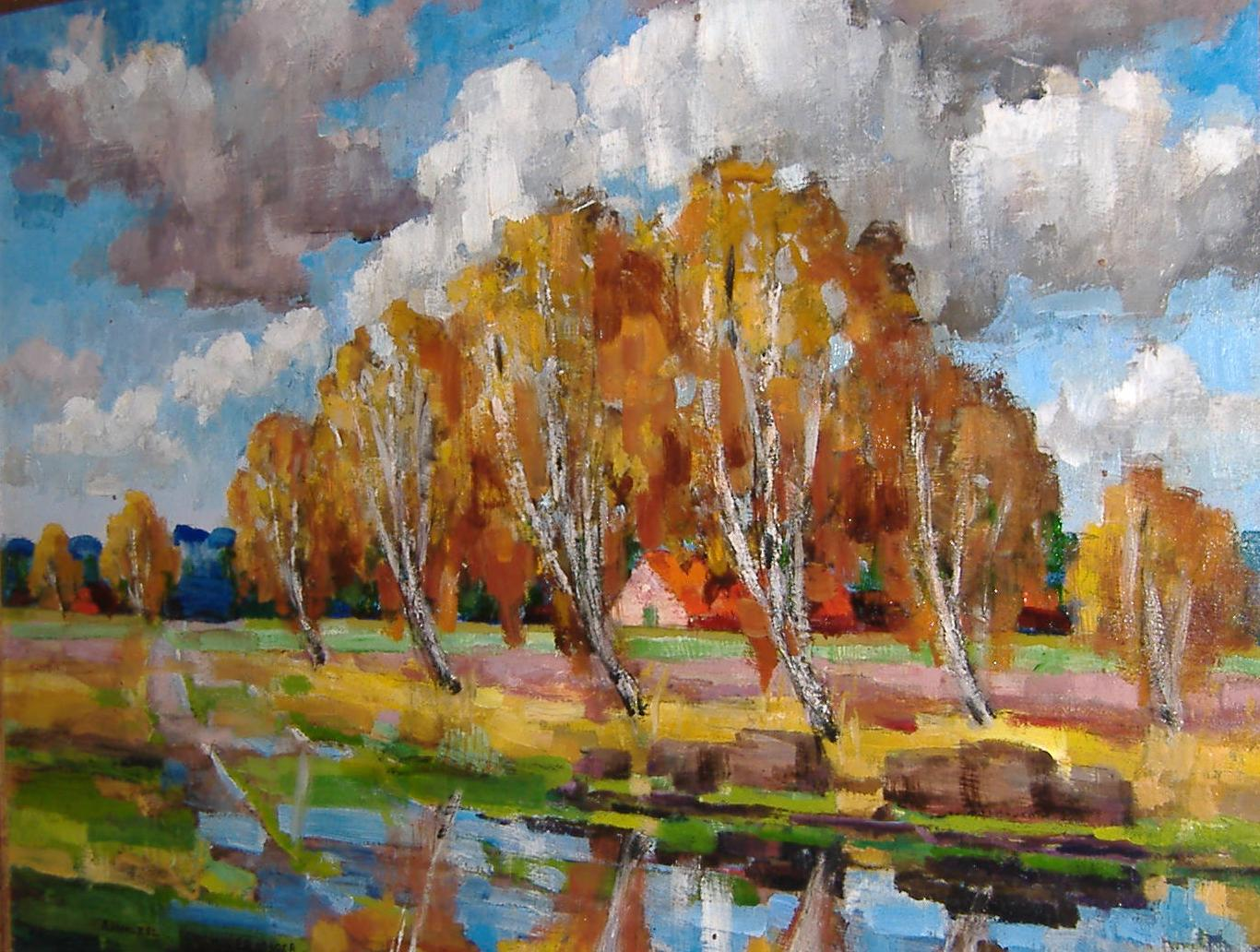
Dachauer Moor(c.1900)
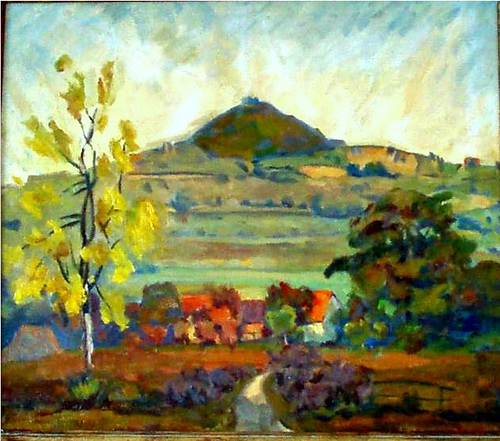
風景画 (c.1910)
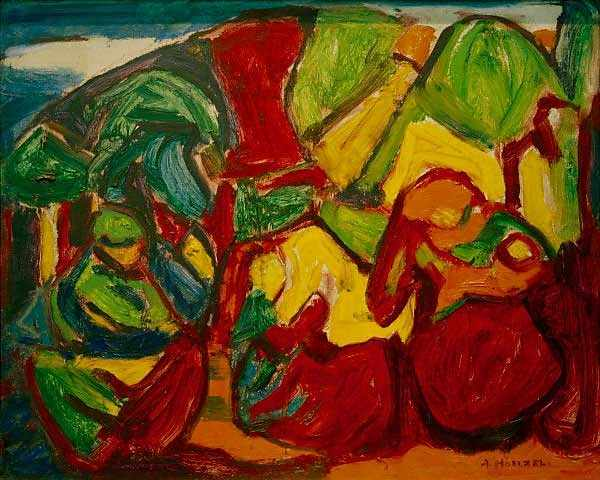
「礼拝」(c.1810)
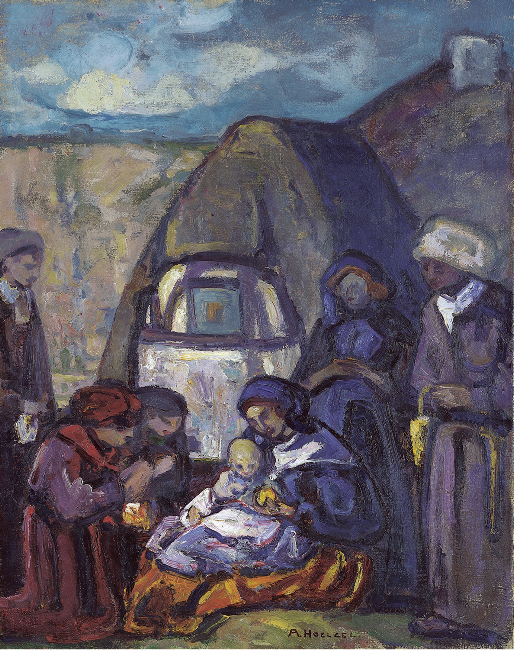
「降誕」(1912)
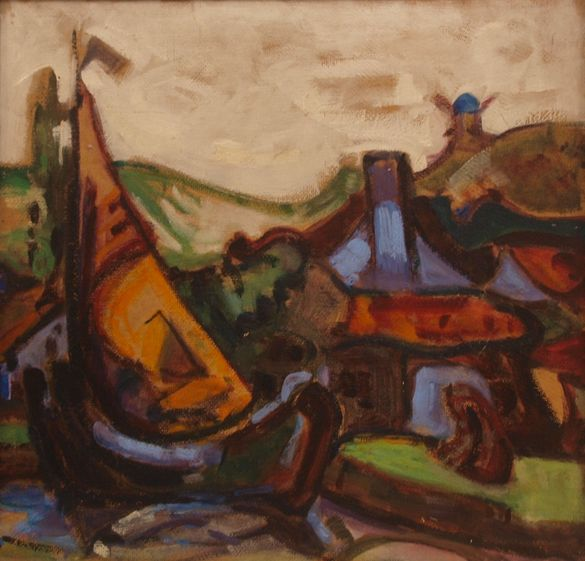
「ヨット」(1913)
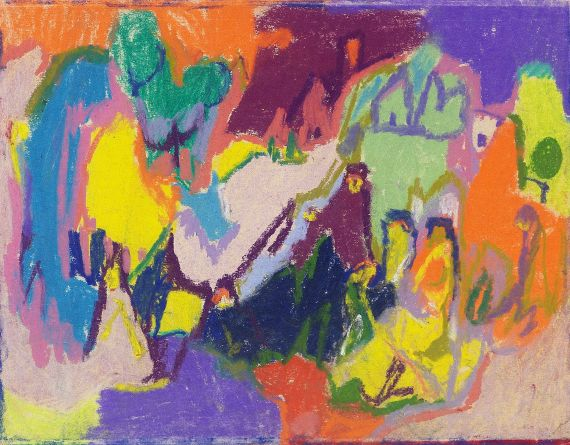
"Farbkomposition" (c.1920)
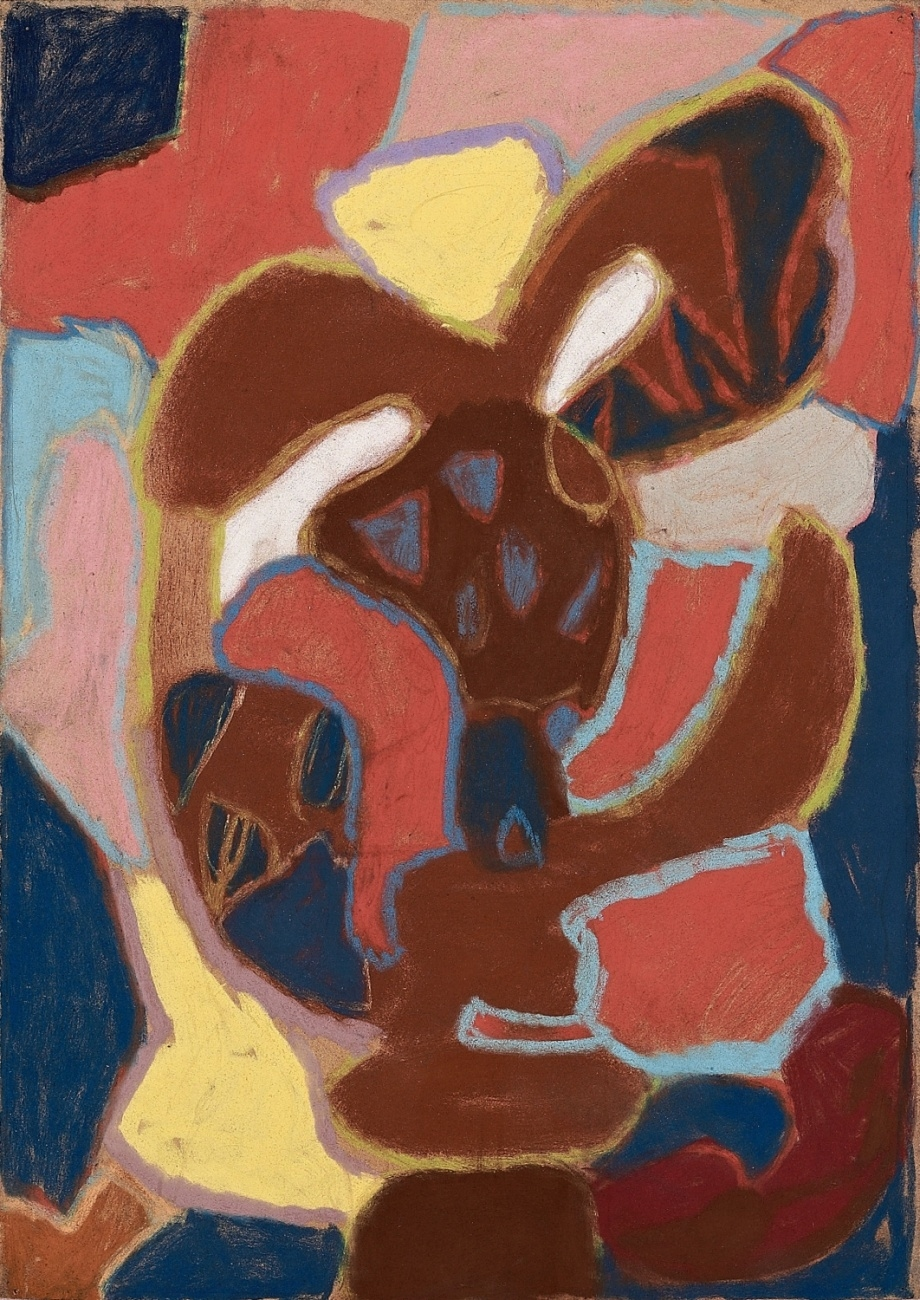
作品(1920年代後半)

## ヘルツェルに学んだ学生
- エミ・ヴァルター (1860–1936)
- アーサー・シーガル (1875–1944)
- セルマ・デ・クードル (1881–1964)
- カール・オロフ・ペーターセン (1881–1939)
- ヨハネス・イッテン (1888–1967)
- ヘルマン・シュテンナー (1891–1914)

## 関連文献
- Marion Ackermann, Gerhard Leistner, Daniel Spanke (Eds.): Kaleidoskop. Hoelzel in der Avantgarde. Kehrer Verlag, Heidelberg 2009, ISBN 978-3-86828-089-0.
- Dörthe Jakobs, Viola Lang: "Das einzige Wandbild von Adolf Hölzel. Der Kruzifixus in der evangelischen Pauluskirche in Ulm." In: Denkmalpflege in Baden-Württemberg. #40, Vol.1 pgs. 45–50 (Online)
- Oliver Jehle: "Über künstlerische Religion. Adolf Hölzels Malerei als spekulative Theologie." In: Christoph Dohmen (Ed.): Religion als Bild – Bild als Religion. Schnell & Steiner, Regensburg 2011 ISBN 978-3-7954-2546-3
- Wolfgang Kermer (Ed.): Aus Willi Baumeisters Tagebüchern: Erinnerungen an Otto Meyer-Amden, Adolf Hölzel, Paul Klee, Karl Konrad Düssel und Oskar Schlemmer. Mit ergänzenden Schriften und Briefen von Willi Baumeister. Ostfildern-Ruit: Edition Cantz, 1996 (Beiträge zur Geschichte der Staatlichen Akademie der Bildenden Künste Stuttgart [de] / ed. Wolfgang Kermer; 8) ISBN 3-89322-421-1.
- Wolfgang Kermer (Ed.): ″Lieber Meister Hölzel...″ (Willi Baumeister): Schüler erinnern sich an ihren Lehrer: zum 70. Geburtstag Adolf Hölzels am 17. Oktober 2004. Mit einem Nachwort des Herausgebers. Staatliche Akademie der Bildenden Künste Stuttgart, Stuttgart 2004 (WerkstattReihe [de] / [Staatliche Akademie der Bildenden Künste Stuttgart], ed. Wolfgang Kermer; 11) ISBN 3-931485-67-6.
- Alexander Klee: Adolf Hölzel und die Wiener Secession. Prestel Verlag, München 2006. ISBN 3-7913-3594-4.
- Karin von Maur: Der verkannte Revolutionär: Adolf Hölzel. Werk und Wirkung. Hohenheim Verlag, Stuttgart 2003 ISBN 3-89850-112-4.
- Christoph Wagner, Gerhard Leistner (Eds.): Vision Farbe. Adolf Hölzel und die Moderne. Wilhelm Fink, Paderborn 2015, ISBN 978-3-7705-5258-0.